# František Balátě

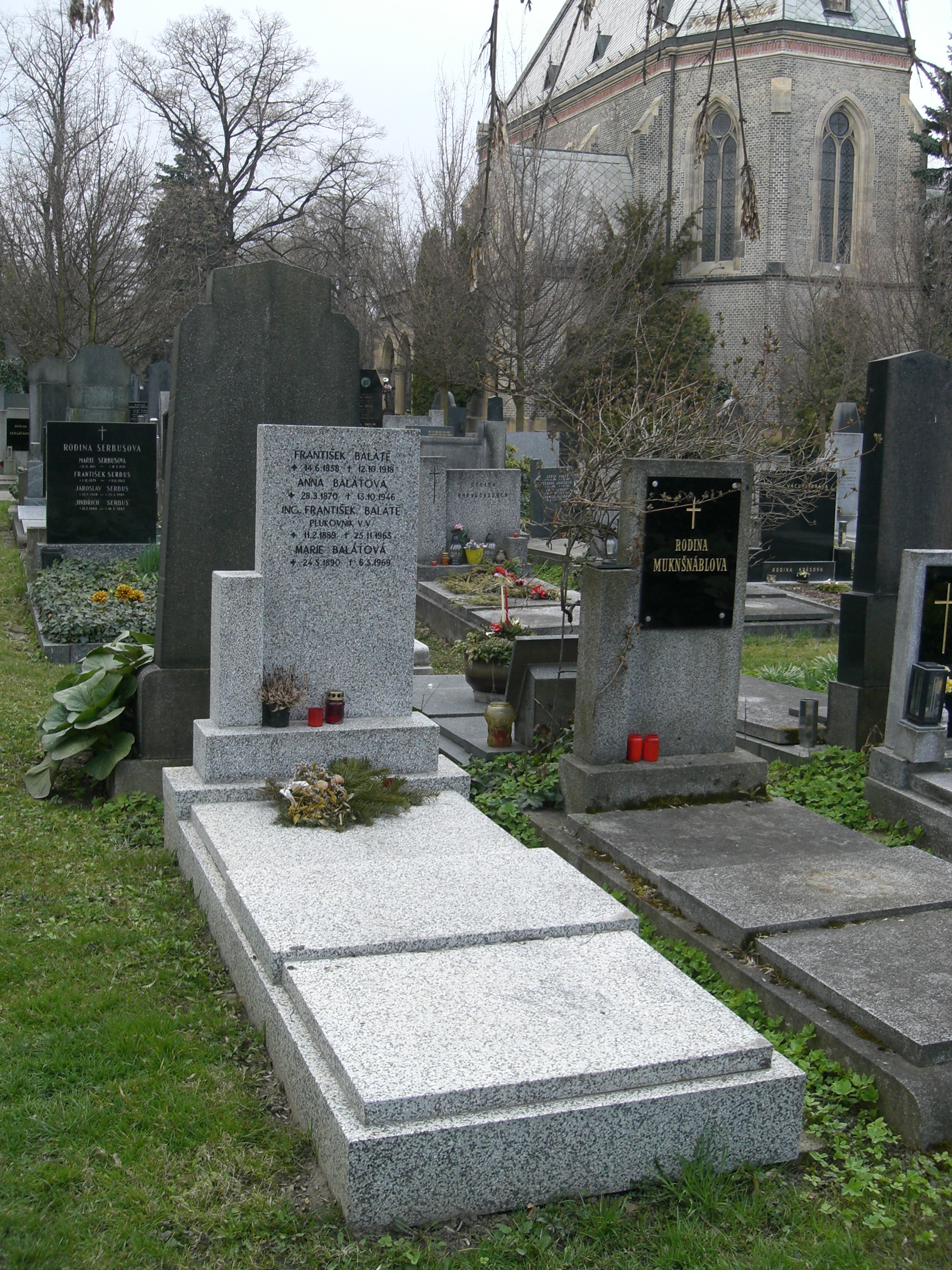
Hrob plukovníka Františka Balátě na Vinohradském hřbitově v Praze

František Balátě (11. února 1889, Český Brod – 25. listopadu 1965, Praha) byl československý legionář, plukovník československé armády a stavební ředitel. Stal se držitelem 11 válečných vyznamenání, k nejvýznamnějším patří nejvyšší válečná vyznamenání Československa a Rumunska: Československý válečný kříž a Řád Michala Vítěze.

## První světová válka
Ing. František Balátě byl vlastenec, do první světové války narukoval jako praporčík 77. pěšího pluku. Nechal se zajmout na ruské frontě 16. září 1915 u Rovna. Do legií se přihlásil 22. března 1916 a postupně prošel legiemi srbskou (19. května 1916), francouzskou (25. května 1918) a italskou (6. srpna 1918). Nejdříve byl příslušníkem 2. pěšího pluku, dále 21. pěší pluk francouzských legií a 31. pěší pluk italských legií. Postupně dosáhl v legiích hodností poručík, nadporučík a major. Jako srbský, francouzský a italský legionář se vyznamenal v různých bitvách, zejména v bitvě u Dobrudže v Rumunsku.

## První republika
V meziválečném období organizoval na Moravě výstavbu hraničních opevnění a jiných vojenských obranných staveb. Byl přednostou Zemského vojenského stavebního ředitelství v Brně, později ředitelem Ředitelství stavby dálnic v Praze. Podílel se na přípravě výstavby první československé dálnice, zúčastnil se i jejího slavnostního zahájení dne 2. května 1939, vlastní stavba však byla na konci roku 1941 zastavena.

## Druhá světová válka
Účastnil se aktivně v protinacistickém odboji.

## Po válce
Po válce byl aktivován a povolán na Ministerstvo národní obrany, které však začali postupně ovládat komunisté do té míry, že požádal v roce 1947 o odchod do důchodu, protože se nehodlal podílet s komunisty na vedení naší armády.
Pracoval ve vedení sokolské organizace, ještě v roce 1948 spolupracoval na přípravě XI. Všesokolského sletu v Praze, po ovládnutí Sokola komunisty však členství v této organizaci rovněž ukončil.
Zemřel 25. listopadu 1965 v Praze a je pochován na Vinohradském hřbitově.

## Publikace
- TABULKY souřadnic a sklonů tečen parabolických oblouků pro zaoblení nivelety. V Praze 1941. Vytiskla Novina v Brně.